# San Nicolás del Puerto
San Nicolás del Puerto és un municipi de la província de Sevilla, a la comarca de Sierra Norte. Es troba a 93 quilòmetres al nord-est de Sevilla capital, a 590 metres msnm. Té una extensió de 44,88 km² i una població de 682 habitants (INE, 2006).

## Història
Els seus primers pobladors foren d'origen cèltic i la van anomenar Iporci. Les seves mines de plata van ser explotades pels àrabs a partir del segle viii quan formava part de la cora de Firrix. Actualment la seva economia es basa en la ramaderia ovina, porcina i caprina. Són edificacions d'interès l'església de Sant Sebastià (segles XV-XVI), l'ermita de San Diego i el creuer de pedra del segle xvi situat a l'entrada de la població. Tot el municipi es troba inclòs en la Parc Natural Sierra Norte de Sevilla i a pocs quilòmetres es troba el Cerro del Hierro, les Cascades del Huesna.